# Anguita
|  | Per a altres significats, vegeu «Julio Anguita González». |

Anguita és un municipi situat al nord de la província de Guadalajara, comunitat autònoma de Castella-La Manxa, a Espanya. Té una àrea de 127,19 km², essent un dels termes municipals més grans de la província de Guadalajara. Dins el seu terme s'inclouen els indrets d'Aguilar de Anguita, Santa María del Espino, Padilla del Ducado i Villarejo de Medina.

## Geografia
Anguita es troba a la banda castellana del Sistema Ibèric, a Sierra Maestra, a gairebé 1.200 m d'altitud.
Per Anguita hi passa el riu Tajuña, que és un afluent del Jarama, i les seves aigües van a parar finalment al riu Tajo. Dins del mateix terme, el Tajuña rep les aigües de l'Arroyo del Prado i de La Madre, les d'aquest darrer a l'indret conegut com El Regatillo.
La vall on es troba el poble pertany geològicament al Triàsic, a diferència de l'erm conegut com a Campo Taranz, al mateix terme, que pertany al Lias (Juràssic Inferior).
| 1991 |  | 1996 |  | 2001 |  | 2004 |
| ---- |  | ---- |  | ---- |  | ---- |
| 334  |  | 316  |  | 292  |  | 253  |

## Història
Amb la Reconquesta, Anguita queda enquadrada al Comú de Vila i Terra de Medinaceli. Al segle xix, junt amb altres pobles del Comú, Anguita fou incorporada a la província de Guadalajara, pertanyent, des de llavors, al partit judicial de Sigüenza.
Algunes dades històriques d'interès són:
- Pas de Rodrigo Díaz de Vivar durant el seu viatge a València.
- Excomunió del poble, junt amb altres poblacions del Comú de Vila i Terra de Medinaceli, per no col·laborar amb la construcció de la catedral de Sigüenza, segle xii. El conflicte se solucionà mitjançant una butlla papal de l'any VII del pontificat del Papa Celestí III.
- L'any 1813, dins del palauet que actualment és la Casa de la Vila, es firmà l'acta de constitució de la Diputació provincial de Guadalajara amb Molina, la primera d'Espanya conforme a la Constitució de Cadis.
- A Anguita va néixer Cesáreo Martín Somolinos, qui va introduir l'homeopatia a Espanya.
- Donat el seu saludable clima estival, i ja que l'ama de claus era del poble, Santiago Ramón y Cajal estiuejà a Anguita (dedicant-se el principal carrer del poble a la seva figura).
- A l'indret de Peña el Águila tingué lloc una batalla durant la guerra del francès entre les tropes del general Joseph Léopold Sigisbert Hugo (pare de Víctor Hugo) i la resistència espanyola. Precisament, a la pedania de Santa María del Espino (Rata en aquell moment) se situava el quarter general de Juan Martín Díez, el Empecinado: el Buendesvío.

- L'any 1994 un incendi acabà amb gran part del seu pinar, el qual havia sigut objecte de plet amb el veí municipi de Iniéstola, disputa que acabà amb la sentència del Tribunal Suprem de 13 de juny de 1940.

## Patrimoni

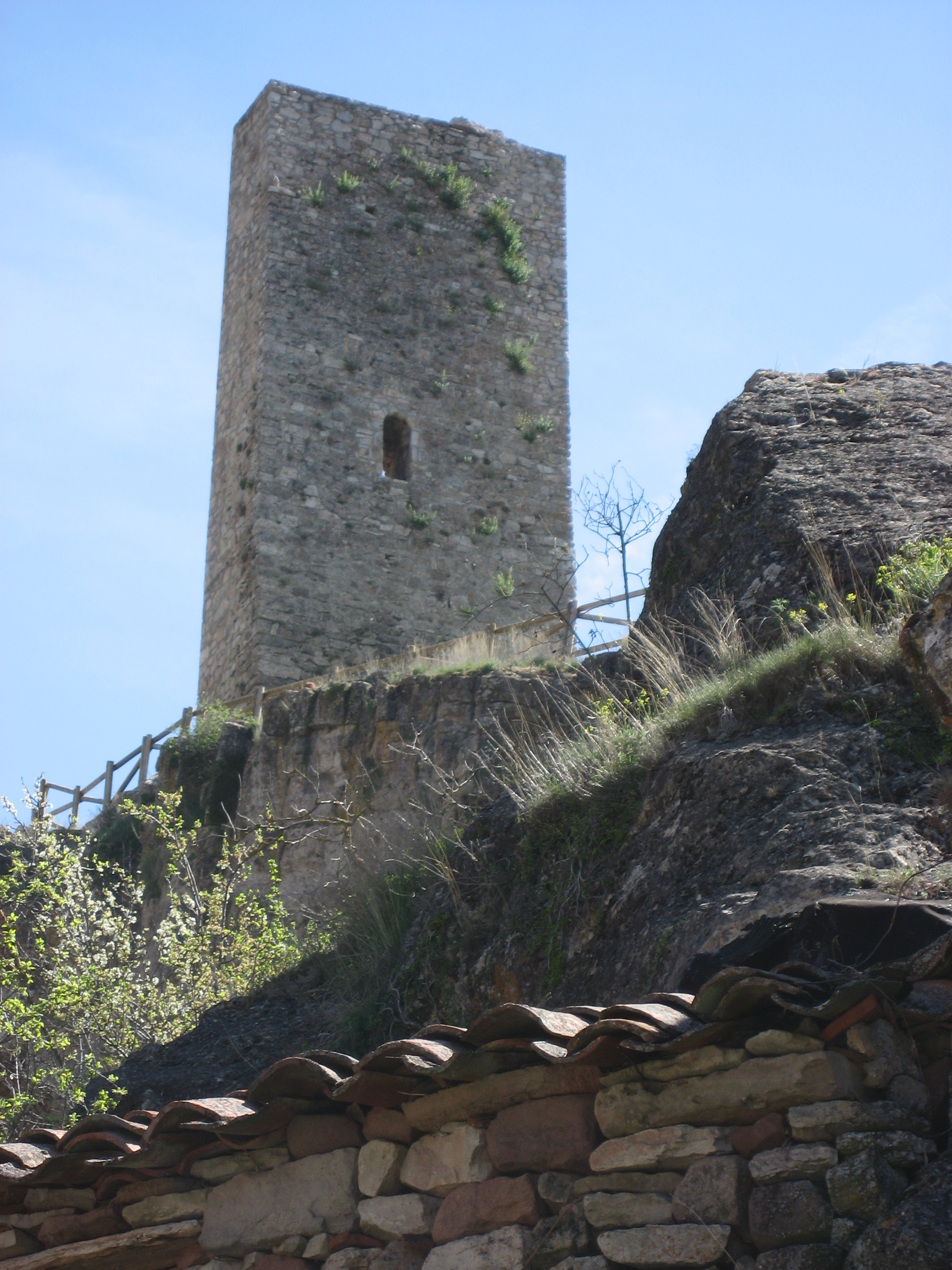
La Torre de la Cigüeña, símbol d'Anguita.

El terme municipal destaca per la seva riquesa arqueològica, en ésser un dels més importants pel que fa a la cultura celtibera. Es troben, a Aguilar de Anguita, les necròpolis de El Altillo i de la Carretera Vieja. La primera és la més gran coneguda d'aquesta cultura. A aquest terme es troben, a més a més diferents castres i assentaments (com els de "La Cera" (Aguilar de Anguita) i "El Hocincavero-Los Castillejos" (a Anguita).
Igualment, destaca la presència d'una eventual ciutat celtibera, posterior campament romà, a Anguita-Aguilar: La Cerca, "Las Navas".
Entre els seus principals monuments es troben:
- La "Torre de la Cigüeña" i "Torremocha" (d'aquesta només es conserva la base), que són les restes d'un sistema de vigilància islàmic.

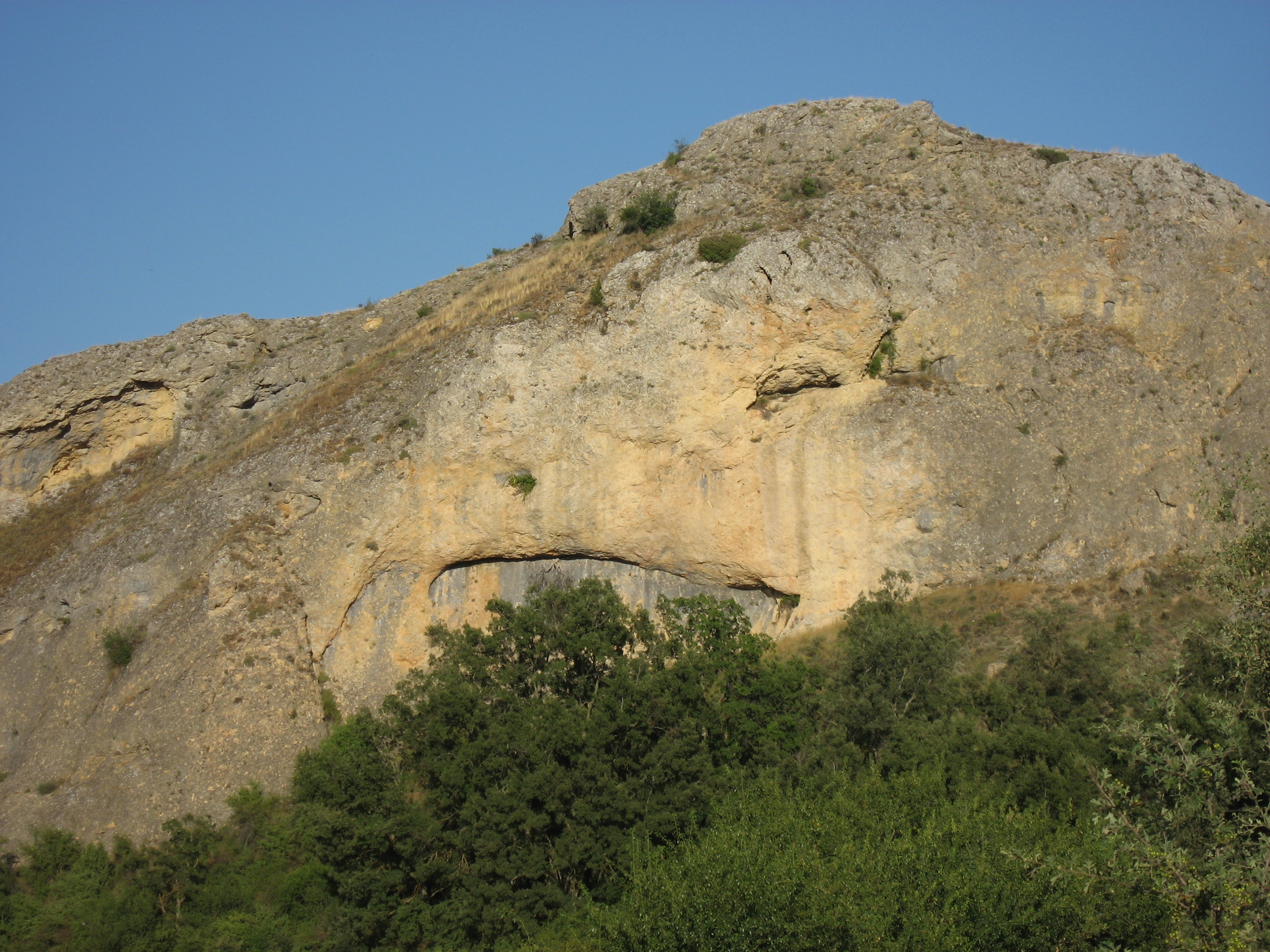
Peña el Águila, indret on va tenir lloc la batalla entre les tropes del General Hugo i les de José de Palafox y Melci.
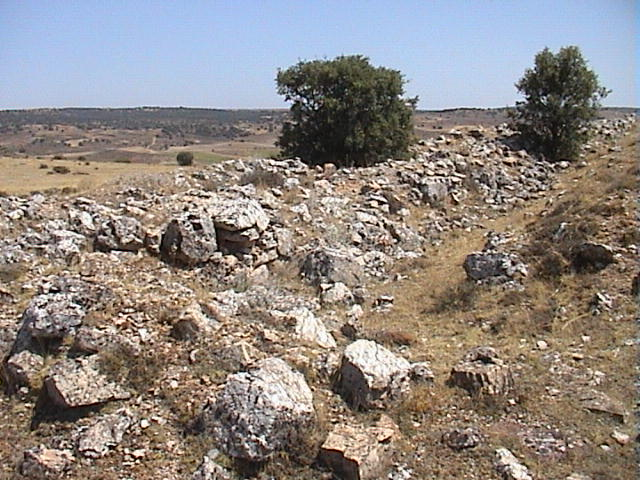
Destaca l'església de Sant Pere (exemple de transició del romànic al gòtic), l'ermita de Nostra Senyora de la Lastra i l'ermita de la Soledat.
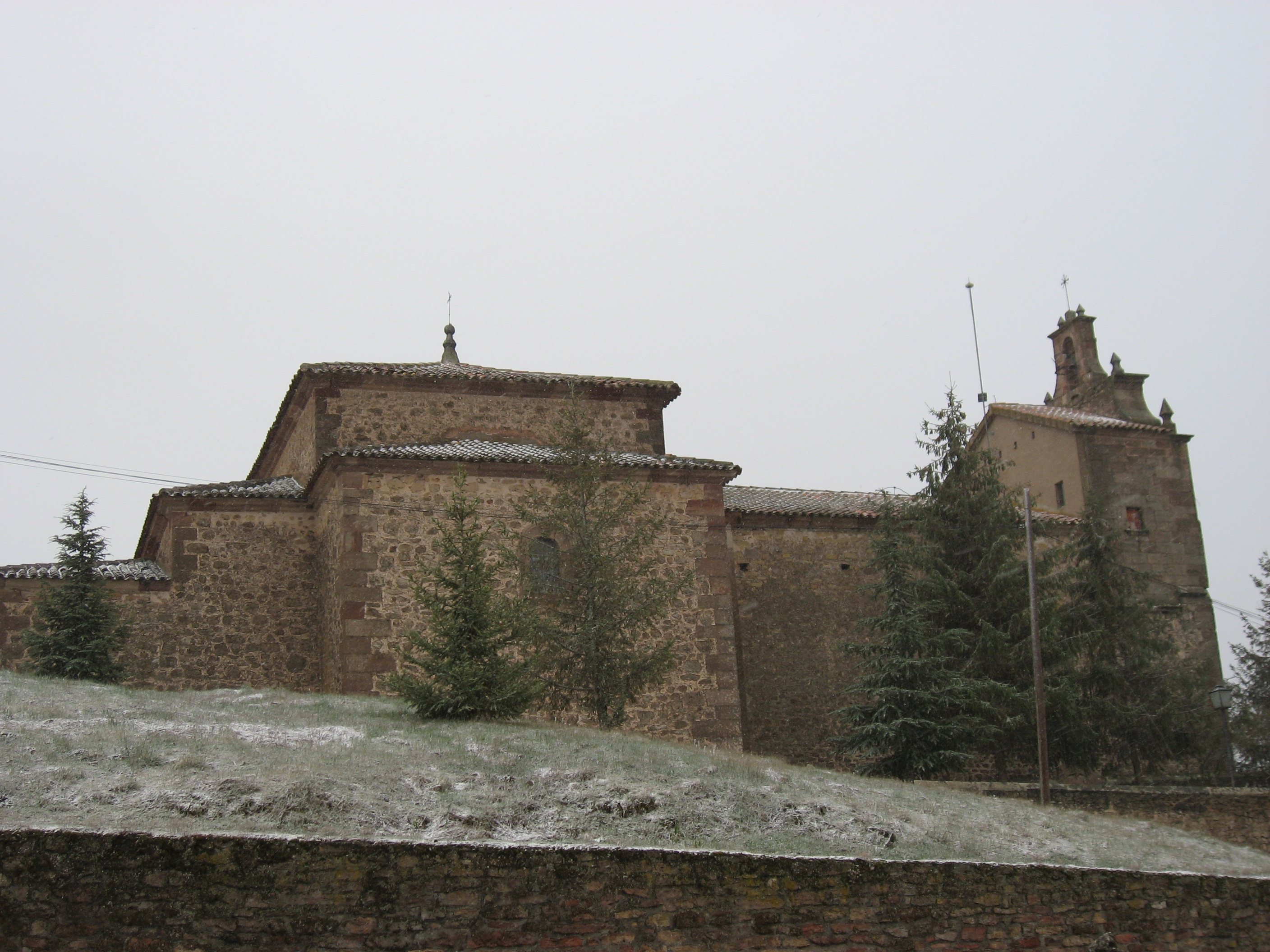
L'ermita de Nuestra Señora de la Lastra.
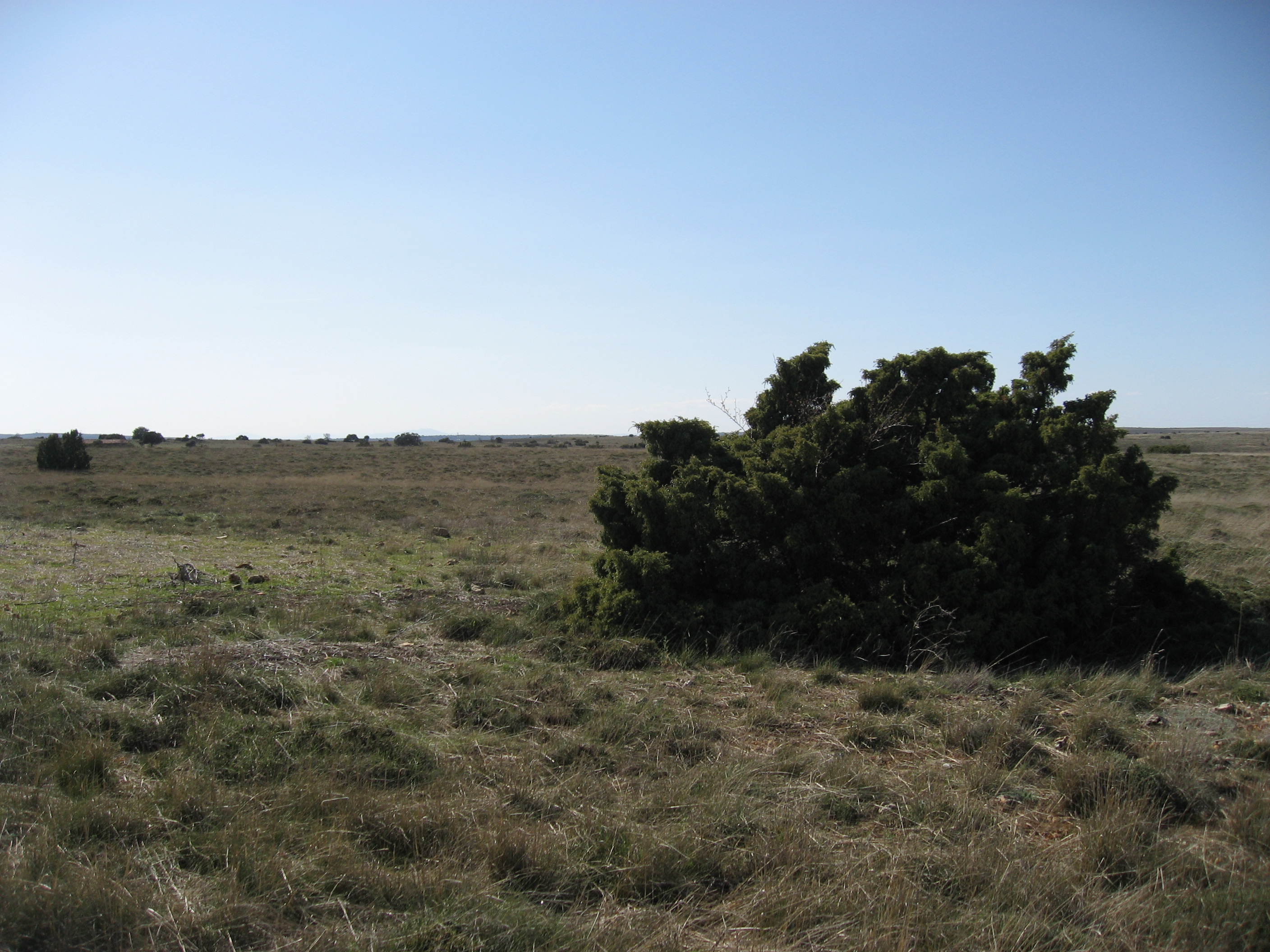
El Campo Taranz, "hite cidià" amb dues aparicions al Cantar.

- Es conserva la porta i façana d'un antic hospital de beneficència, situat al centre del poble, prop de la farmàcia (segle XV aprox.).

- A la pedania d'Aguilar de Anguita destaquen les restes d'un pont d'època romana i un fragment de calçada romana.

- També és coneguda aquesta localitat per tenir unes coves on dormí Rodrigo Díaz de Vivar, formant part de la Ruta del Cid.

## Comunicacions
Per carretera s'hi pot arribar per l'Autovia del Nord-est (A-2), des de la qual es pot continuar N-211 (sortida 135) fins a Aguilar de Anguita i, des d'aquí, seguir pel desviament cap a Anguita. Tot i però, també hi ha un accés més endavant.
També hi ha servei d'autocars.

## Festes

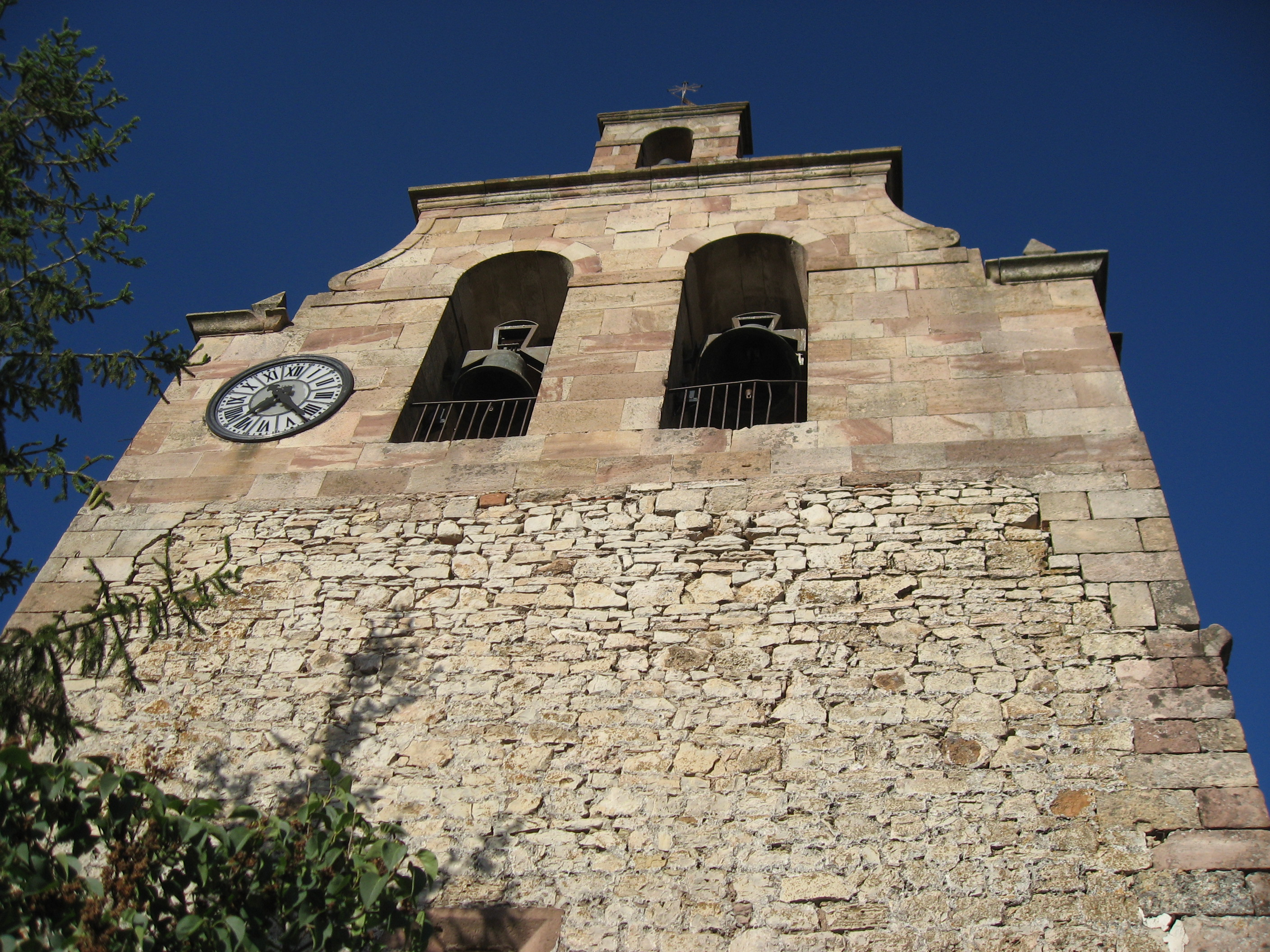
Ermita de la Mare de Déu de la Lastra

La festa patronal d'Anguita, en honor de Nostra Senyora de la Lastra (Verge del Roser), se celebra el primer cap de setmana d'octubre. A mesura que s'apropen les festes, se celebren: "las novenas en honor de la Virgen", i les "luminarias", acte que consisteix a fer una gran foguera, amb llenya comunal, al Cantón. Des d'un punt de vista religiós destaca la celebració, durant les festes, de dos actes litúrgics: l'Adoració de la Verge (que posa fi a les novenes) i el Rosari de l'Aurora. El diumenge de la festa, un cop celebrada la missa de la Mare de Déu, a les dotze del migdia, se celebren les típiques almonedas.
Les festes d'agost són el primer cap de setmana del mes.

## Anguitenys destacats
- Cesáreo Martín Somolinos, farmacèutic homeòpata.